# TT Pro League 2018
La TT Pro League 2018 (conocida como Digicel Pro League por ser patrocinada por la empresa de telecomunicaciones Digicel) fue la vigésima (20.ª) edición de la TT Pro League.
La temporada comenzó el 10 de agosto y terminó el 7 de diciembre.

## Formato
Los diez equipos participantes juegan entre sí todos contra todos 2 veces totalizando 18 partidos cada uno; al término de la temporada el primer clasificado se proclamará campeón y junto con el subcampeón se clasificarán a la Copa Caribeña de Clubes Concacaf 2019.

## Equipos participantes
| Pos. | Equipo                | Ciudad        | Estadio                        | Capacidad |
| ---- | --------------------- | ------------- | ------------------------------ | --------- |
| 1    | North East Stars FC   | Sangre Grande | Sangre Grande Regional Complex | 7000      |
| 2    | W Connection FC       | Marabella     | Manny Ramjohn Stadium          | 10000     |
| 3    | Defence Force FC      | Puerto España | Hasely Crawford Stadium        | 27000     |
| 4    | Club Sando FC         | Couva         | Ato Boldon Stadium             | 10000     |
| 5    | San Juan Jabloteh FC  | Puerto España | Hasely Crawford Stadium        | 27000     |
| 6    | Caledonia AIA         | Puerto España | Hasely Crawford Stadium        | 27000     |
| 7    | Point Fortin Civic FC | Point Fortin  | Mahaica Oval Pavilion          | 2500      |
| 8    | Police FC             | Marabella     | Manny Ramjohn Stadium          | 10000     |
| 9    | Central FC            | Couva         | Ato Boldon Stadium             | 10000     |
| 10   | St. Ann's Rangers FC  | Puerto España | Hasely Crawford Stadium        | 27000     |

## Tabla de posiciones
Actualizado el 14 de agosto de 2018.
| Pos. | Equipo                | PJ | PG | PE | PP | GF | GC | DG  | Pts. | Clasificado a                                   |
| ---- | --------------------- | -- | -- | -- | -- | -- | -- | --- | ---- | ----------------------------------------------- |
| 1    | W Connection FC       | 18 | 10 | 7  | 1  | 43 | 8  | +35 | 37   | Campeón y Copa Caribeña de Clubes Concacaf 2019 |
| 2    | Central FC            | 18 | 11 | 3  | 4  | 42 | 25 | +17 | 36   | Copa Caribeña de Clubes Concacaf 2019           |
| 3    | Club Sando FC         | 18 | 10 | 3  | 5  | 44 | 26 | +18 | 33   |                                                 |
| 4    | Police FC             | 18 | 10 | 3  | 5  | 37 | 21 | +16 | 33   |                                                 |
| 5    | Defence Force FC      | 18 | 9  | 3  | 6  | 38 | 21 | +17 | 30   |                                                 |
| 6    | Caledonia AIA         | 18 | 8  | 6  | 4  | 36 | 22 | +14 | 30   |                                                 |
| 7    | San Juan Jabloteh FC  | 18 | 8  | 3  | 7  | 29 | 24 | +5  | 27   |                                                 |
| 8    | Point Fortin Civic FC | 18 | 3  | 2  | 13 | 20 | 46 | -26 | 11   |                                                 |
| 9    | St. Ann's Rangers FC  | 18 | 3  | 1  | 14 | 13 | 67 | -54 | 10   |                                                 |
| 10   | North East Stars FC   | 18 | 1  | 3  | 14 | 16 | 58 | -42 | 6    |                                                 |